# Campionati europei di atletica leggera 2010 - Salto triplo femminile

## Podio
| #       | Atleta              | Nazionalità | Misura  |
| ------- | ------------------- | ----------- | ------- |
| Oro     | Olha Saladukha      | Ucraina     | 14,81 m |
| Argento | Simona La Mantia    | Italia      | 14,56 m |
| Bronzo  | Svetlana Bolshakova | Belgio      | 14,55 m |

## Record
Prima di questa competizione, il record del mondo (RM), il record europeo (EU) ed il record dei campionati (RC) sono i seguenti:
| Record                | Prestazione | Atleta                  | Data                            | Competizione                                |
| --------------------- | ----------- | ----------------------- | ------------------------------- | ------------------------------------------- |
| Record mondiale       | 15.50m      | Inesa Kravec' Ucraina   | 10 agosto 1995 Göteborg, Svezia |                                             |
| Record europeo        | 15.50m      | Inesa Kravec' Ucraina   | 10 agosto 1995 Göteborg, Svezia |                                             |
| Record dei campionati | 15.15m      | Tatyana Lebedeva Russia | 9 agosto 2006 Göteborg, Svezia  | Campionati europei di atletica leggera 2006 |

## Programma
| Data           | Ora   | Turno          |
| -------------- | ----- | -------------- |
| 29 luglio 2010 | 12:30 | Qualificazioni |
| 31 luglio 2010 | 19:10 | Finale         |

## Risultati

### Qualificazioni
Accedono alla finale le atlete che ottengono la misura di 14.20m (Q) o le prime 12 migliori misure (q).
| Pos. | Gruppo | Atleta               | Paese       | #1    | #2    | #3    | Risultato | Note                                     |
| ---- | ------ | -------------------- | ----------- | ----- | ----- | ----- | --------- | ---------------------------------------- |
| 1    | A      | Nadezhda Alekhina    | Russia      | 14.03 | 14.18 | 14.93 | 14.93     | Q                                        |
| 2    | A      | Dana Velďáková       | Slovacchia  | x     | 14.11 | 14.59 | 14.59     | Q                                        |
| 3    | B      | Olha Saladuha        | Ucraina     | 14.49 |       |       | 14.49     | Q                                        |
| 4    | A      | Adelina Gavrilă      | Romania     | 14.48 |       |       | 14.48     | Q,                                       |
| 5    | B      | Snežana Rodič        | Slovenia    | 14.47 |       |       | 14.47     | Q,                                       |
| 6    | B      | Małgorzata Trybańska | Polonia     | 14.44 |       |       | 14.44     | Q,                                       |
| 7    | B      | Svetlana Bolshakova  | Belgio      | 14.03 | 13.87 | 14.33 | 14.33     | Q                                        |
| 8    | A      | Natallia Viatkina    | Bielorussia | x     | 14.30 |       | 14.30     | Q                                        |
| 9    | A      | Athanasia Perra      | Grecia      | 14.14 | 14.18 | 14.25 | 14.25     | Q                                        |
| 10   | A      | Simona La Mantia     | Italia      | 13.83 | 14.16 | 14.10 | 14.16     | q                                        |
| 11   | A      | Patrícia Mamona      | Portogallo  | 13.69 | x     | 14.12 | 14.12     | q,                                       |
| 12   | B      | Alsu Murtazina       | Russia      | 14.00 | 14.07 | 11.72 | 14.07     | q,                                       |
| 13   | A      | Liliya Kulyk         | Ucraina     | x     | 13.81 | 14.04 | 14.04     |                                          |
| 14   | B      | Carmen Toma          | Romania     | 13.92 | x     | 14.03 | 14.03     | Miglior prestazione personale stagionale |
| 15   | A      | Anna Jagaciak        | Polonia     | x     | 13.85 | 14.03 | 14.03     |                                          |
| 16   | B      | Kseniya Dzetsuk      | Bielorussia | x     | 13.94 | 14.01 | 14.01     |                                          |
| 17   | B      | Veera Baranova       | Estonia     | 13.97 | x     | 13.48 | 13.97     |                                          |
| 18   | B      | Andriana Banova      | Bulgaria    | 13.95 | 13.94 | x     | 13.95     |                                          |
| 19   | B      | Natalia Kutyakova    | Russia      | 13.13 | 13.94 | 13.65 | 13.94     |                                          |
| 20   | B      | Inger Anne Frøysedal | Norvegia    | 13.51 | x     | 13.22 | 13.51     |                                          |
| 21   | A      | Patricia Sarrapio    | Spagna      | x     | x     | 13.21 | 13.21     |                                          |
| 22   | B      | Alina Elena Popescu  | Romania     | 13.47 | 13.54 | 13.58 | 13.58     |                                          |
|      | A      | Petya Dacheva        | Bulgaria    | x     | x     | x     | NM        |                                          |
|      | B      | Katja Demut          | Germania    | x     | x     | x     | NM        |                                          |

### Finale

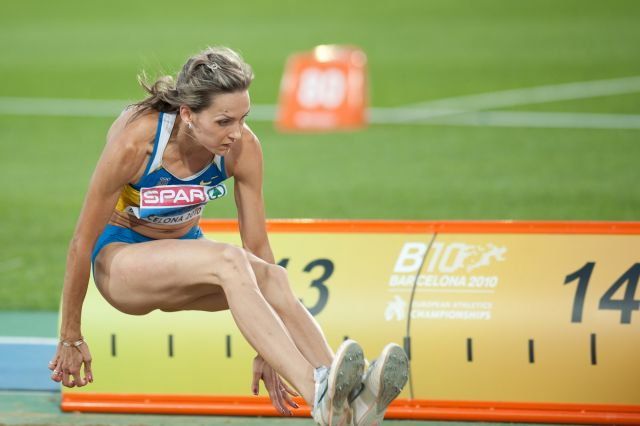
L'ucraina Saladukha salta 14,81 m e vince il titolo europeo.

| Pos.    | Atleta               | Paese       | #1    | #2    | #3    | #4    | #5    | #6    | Risultato | Note                                     |
| ------- | -------------------- | ----------- | ----- | ----- | ----- | ----- | ----- | ----- | --------- | ---------------------------------------- |
| Oro     | Olha Saladukha       | Ucraina     | x     | 14.62 | 14.80 | x     | 14.81 | 14.71 | 14.81     |                                          |
| Argento | Simona La Mantia     | Italia      | 14.56 | x     | 13.97 | 14.21 | x     | x     | 14.56     | Miglior prestazione personale stagionale |
| Bronzo  | Svetlana Bolshakova  | Belgio      | 13.77 | 14.39 | 14.55 | x     | 14.39 | 14.08 | 14.55     | Record nazionale                         |
| 4       | Nadezhda Alekhina    | Russia      | 14.10 | 14.40 | 14.21 | 14.45 | 11.90 | 14.31 | 14.45     |                                          |
| 5       | Adelina Gavrilă      | Romania     | 14.24 | 14.33 | 14.18 | 14.15 | 14.07 | 14.15 | 14.33     |                                          |
| 6       | Snežana Rodič        | Slovenia    | 14.15 | 14.32 | 14.09 | x     | x     | 14.25 | 14.32     |                                          |
| 7       | Dana Velďáková       | Slovacchia  | 14.12 | 12.54 | 14.16 | 13.72 | 14.08 | x     | 14.16     |                                          |
| 8       | Patrícia Mamona      | Portogallo  | 14.07 | 13.50 | 13.75 | x     | 13.75 | 14.02 | 14.07     |                                          |
| 9       | Natallia Viatkina    | Bielorussia | x     | 13.85 | 13.94 |       |       |       | 13.94     |                                          |
| 10      | Athanasia Perra      | Grecia      | x     | 13.62 | 13.83 |       |       |       | 13.83     |                                          |
| 11      | Małgorzata Trybańska | Polonia     | x     | 13.81 | 13.82 |       |       |       | 13.82     |                                          |
| 12      | Alsu Murtazina       | Russia      | 13.65 | 13.41 | x     |       |       |       | 13.65     |                                          |